# Isländischer Fußballpokal der Männer 1960
Der isländische Fußballpokal 1960 war die erste Austragung des isländischen Pokalwettbewerbs der Männer. Pokalsieger wurde KR Reykjavík. Das Team setzte sich im Finale am 23. Oktober 1960 im Melavöllur von Reykjavík gegen Fram Reykjavík durch.

## Modus
Die Begegnungen wurden in einem Spiel ausgetragen. Bei unentschiedenem Ausgang wurde das Spiel wiederholt.

## 1. Runde
| Datum      |                     | Ergebnis |                      |
| ---------- | ------------------- | -------- | -------------------- |
| 11.08.1960 | Fram Reykjavík B    | 2:1      | KR Reykjavík B       |
| 13.08.1960 | ÍB Ísafjörður       | 3:1      | Valur Reykjavík B    |
| 14.08.1960 | Víkingur Reykjavík  | 0:6      | ÍA Akranes B         |
| 15.08.1960 | Reynir Sandgerði    | 4:1      | ÍKF Keflavík         |
| 18.08.1960 | þróttur Reykjavík B | 4:1      | Breiðablik Kópavogur |
| 21.08.1960 | ÍB Hafnarfjörður    | 6:0      | þróttur Reykjavík    |

## Achtelfinale
| Datum      |                     | Ergebnis |                  |
| ---------- | ------------------- | -------- | ---------------- |
| 23.09.1960 | þróttur Reykjavík B | 4:1      | ÍA Akranes B     |
| 28.09.1960 | ÍB Hafnarfjörður    | 9:0      | Reynir Sandgerði |
| 03.09.1960 | ÍB Ísafjörður       | 1:0      | Fram Reykjavík B |

## Viertelfinale
Teilnehmer: Die drei Sieger des Achtelfinals und die besten fünf Teams der 1. deild 1960.
| Datum      |                | Ergebnis |                   |
| ---------- | -------------- | -------- | ----------------- |
| 10.09.1960 | ÍB Ísafjörður  | 4:3      | þróttur Reykjavík |
| 01.10.1960 | KR Reykjavík   | 3:0      | ÍB Hafnarfjörður  |
| 02.10.1960 | ÍA Akranes     | 6:0      | ÍB Keflavík       |
| 02.10.1960 | Fram Reykjavík | 3:3      | Valur Reykjavík   |

### Wiederholungsspiel
| Datum      |                | Ergebnis |                 |
| ---------- | -------------- | -------- | --------------- |
| 09.10.1960 | Fram Reykjavík | 3:0      | Valur Reykjavík |

## Halbfinale
| Datum      |                | Ergebnis  |               |
| ---------- | -------------- | --------- | ------------- |
| 08.10.1960 | KR Reykjavík   | 2:1 n. V. | ÍB Ísafjörður |
| 16.10.1960 | Fram Reykjavík | 2:0       | ÍA Akranes    |

## Finale
| Paarung        | KR Reykjavík – Fram Reykjavík                                  |
| Ergebnis       | 2:0 (1:0)                                                      |
| Datum          | 23. Oktober 1960                                               |
| Stadion        | Melavöllur, Reykjavík                                          |
| Schiedsrichter | Haukur Óskarsson                                               |
| Tore           | 1:0 Gunnar Guðmannsson (42., Elfmeter) 2:0 Þórólfur Beck (70.) |